# Thunderer (lokomotiva)
Thunderer byla parní lokomotiva 
z roku 1838 

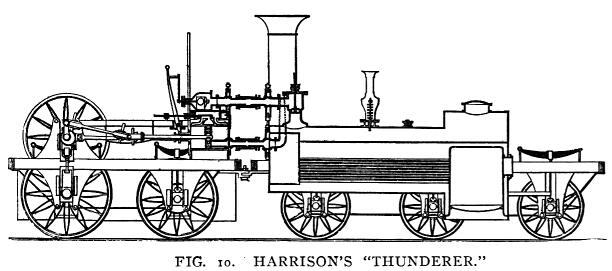
THUNDERER

další konstrukce stroje po Hurricanu, ve které bylo použito dělení pojezdu lokomotivy. Navíc zde bylo použito soustrojí s ozubenými koly, které mělo zajistit přenos síly na hnanou nápravu. Realizovaný převod měl 3× zvýšit otáčky hnané nápravy oproti otáčkám kola hnaného parním strojem v horní části pojezdu. Stroj byl používán krátce na Great Western Railway. Údajně byla stanovena rychlost stroje na 100 mil/hod ale toto není nijak podloženo a lokomotiva nedoznala úspěchu.